# Linee programmatiche
Le linee programmatiche consistono in un documento, previsto dall'art. 46 comma, 3 TUEL, che contiene gli indirizzi, gli obiettivi e le più significative iniziative, nonché l'elenco delle opere pubbliche che si intende finanziare durante il corso del mandato, previste dal programma amministrativo di mandato da cui deriva, all'interno degli enti locali. Tale documento è riferibile, insieme al piano generale di sviluppo, ai documenti previsti per la programmazione di mandato, fase che assieme a quella della previsione costituisce l'aspetto della pianificazione all'interno del sistema di bilancio di un ente locale.
Le iniziative vengono sviluppate in azioni da intraprendere e gli obiettivi in programmi e progetti, azioni, programmi e progetti vengono suddivisi nei vari settori di riferimento e ripartiti annualmente.
Il documento inoltre contiene i riferimenti alle quantità di risorse finanziarie necessarie, ed alle modalità con cui si intende reperirle.
Bisogna ricordare che:
- Ciascun Consigliere ha il pieno diritto di intervenire nella definizione delle linee programmatiche, proponendo le integrazioni, gli adeguamenti e le modifiche mediante presentazione di appositi emendamenti, nelle modalità indicate dal regolamento del Consiglio.
- Con cadenza obbligatoriamente almeno annuale [senza fonte] il Consiglio provvede, in sessione ordinaria, a verificare l'attuazione di tali linee da parte del Sindaco (o Presidente regionale nel caso delle regioni) e dei rispettivi Assessori. È facoltà del Consiglio provvedere ad integrare, nel corso della durata del mandato, con adeguamenti strutturali e/o modifiche, le linee programmatiche sulla base delle esigenze e delle problematiche che dovessero emergere in ambito locale.
- Al termine del mandato politico-amministrativo, il Sindaco presenta all'Organo consiliare il documento di rendiconto dello stato d'attuazione e di realizzazione delle linee programmatiche. Detto documento è sottoposto all'approvazione del Consiglio previo esame del grado di realizzazione degli interventi previsti.